# Bamble kommun
Bamble kommun (norska: Bamble kommune) är en kommun i Telemark fylke i södra Norge. Kommunens centralort är staden Langesund. Även staden Stathelle tillhör kommunen. 
I Bamble kommun bedrev Ødegården Verk 1874-1901 utvinning av apatit.

## Administrativ historik
Bamble kommun bildades på 1830-talet, samtidigt med flertalet andra norska kommuner.
1878 överfördes ett område med 22 invånare till Langesunds kommun. 1949 överfördes ett område med 149 invånare till Langesunds kommun. 1964 slogs Bamble, Langesunds och Stathelle kommuner ihop.

## Kommunvapen
Blasonering: I blått et gull skipsratt.
(I blått fält ett roderhjul av guld.)
Kommunvapnet godkändes ursprungligen som kommunvapen för dåvarande Stathelle kommun genom kunglig resolution den 9 april 1954. Efter att Stathelle gått upp i Bamble 1964 godkändes samma kommunvapen för den nya storkommunen genom kunglig resolution den 12 december 1986. Motivet syftar på sjöfarten som varit själva grunden för livet i städer som Langesund och Stathelle. Frierfjorden är en av Norges mest trafikerade genomfartsleder för kommersiell trafik och på sommaren är kommunen ett semestermål för båtfolk.

## Tätorter
I Bamble kommun finns tre tätorter:
- Botten
- Herre
- Porsgrunn/Skien (omfattar centralorten Langesund)

## Socknar
Inom Norska kyrkan är Bamble kommun indelad i tre socknar:
- Bamble og Herre socken
- Langesunds socken
- Stathelle socken

Socknarna ingår i Bamble prosteri i Agder og Telemarks stift.

## Bilder

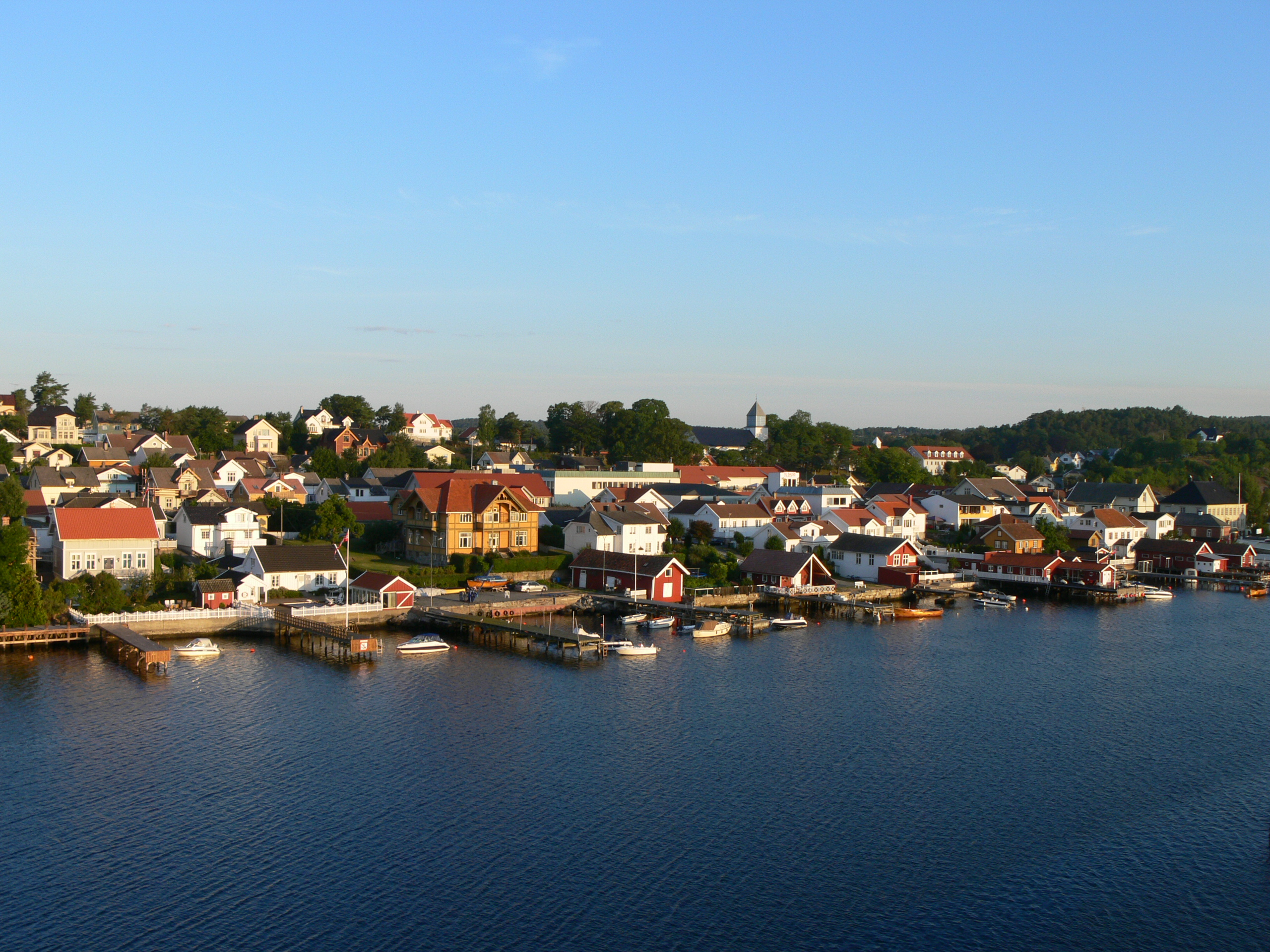
Langesund.
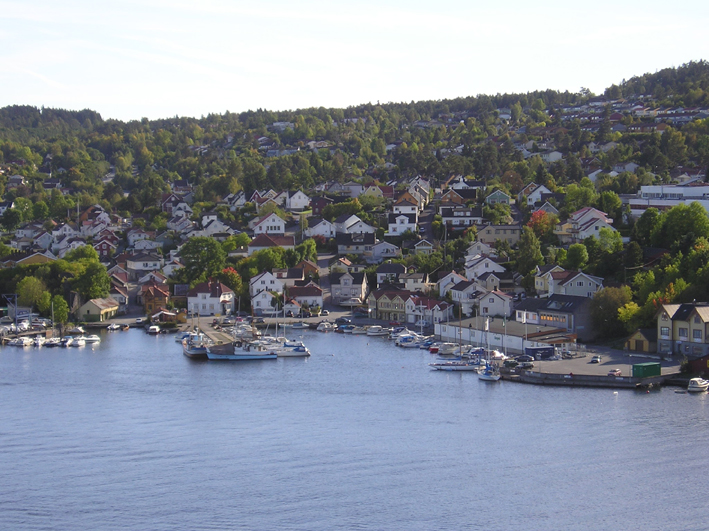
Stathelle.
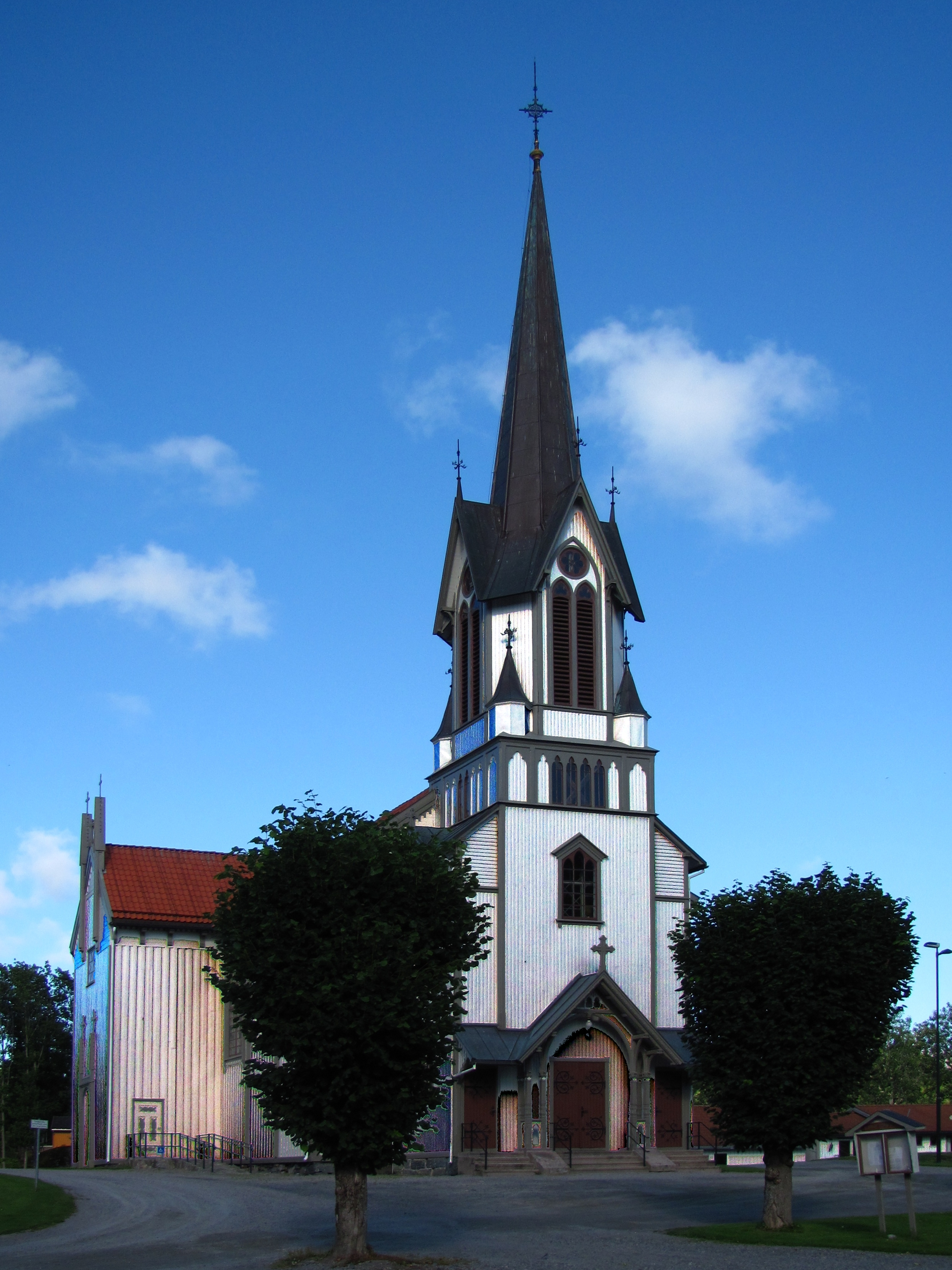
Bamble kyrka.